# Culex mesodenticulatus
Culex mesodenticulatus is een muggensoort uit de familie van de steekmuggen (Culicidae). De wetenschappelijke naam van de soort is voor het eerst geldig gepubliceerd in 1961 door Galindo & Mendez.